# 日本紅娘華
日本紅娘華（學名：Laccotrephes japonensis），屬於半翅目蠍蝽科的水生昆蟲 （页面存档备份，存于），若蟲到成蟲共分為5次蛻皮，外型呈褐色帶黑，與大紅娘華相似，但整體呈扁平、偏細長、小，成體體長約30~35mm。成蟲全年可見，與部分水生昆蟲一樣有著鐮刀般的前腳助於捕捉蝌蚪、小魚、蠑螈甚至是青蛙等水生生物吸血維生。

## 棲息
棲息於低海拔或平地的水田、池塘、淨水域、等等水生生物棲息地，但因水生環境汙染而數量減少。

## 外部型態

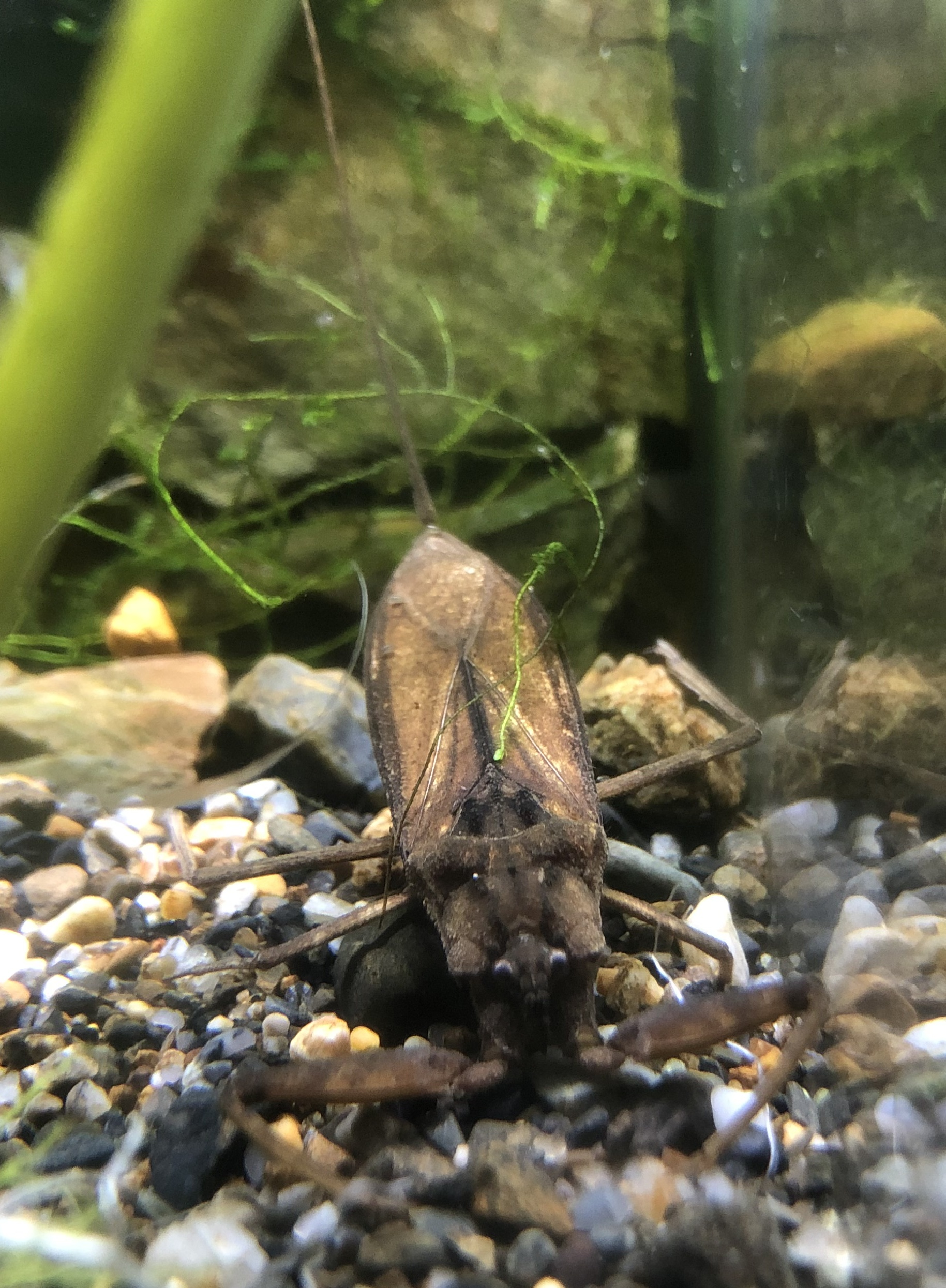

- 身體區分成頭胸部與腹部兩個部分。
- 頭胸部有一對鐮刀狀的前肢；腹部有兩對足。
- 尾部末端有兩根細鞭狀呼吸管形成。

## 繁殖
每年成蟲全年可見，繁殖期約春、夏季，當交配過後，雌蟲會將米黃色的卵產在水面旁的潮濕泥土上，並分開為2~3堆卵（卵的堆數不定），讓卵有助於吸收土壤的水份，當卵過了幾天後會漸漸轉變為淺粉紅色再漸漸變為淺紫色，幼體才會破卵而出，大部分都同一時間一起破卵而出並掉入水中與成蟲們短暫初期生活，但有些也不一定，所以環境、溫度下幼體出生的速度可能快或慢都有可能。